# Меняла

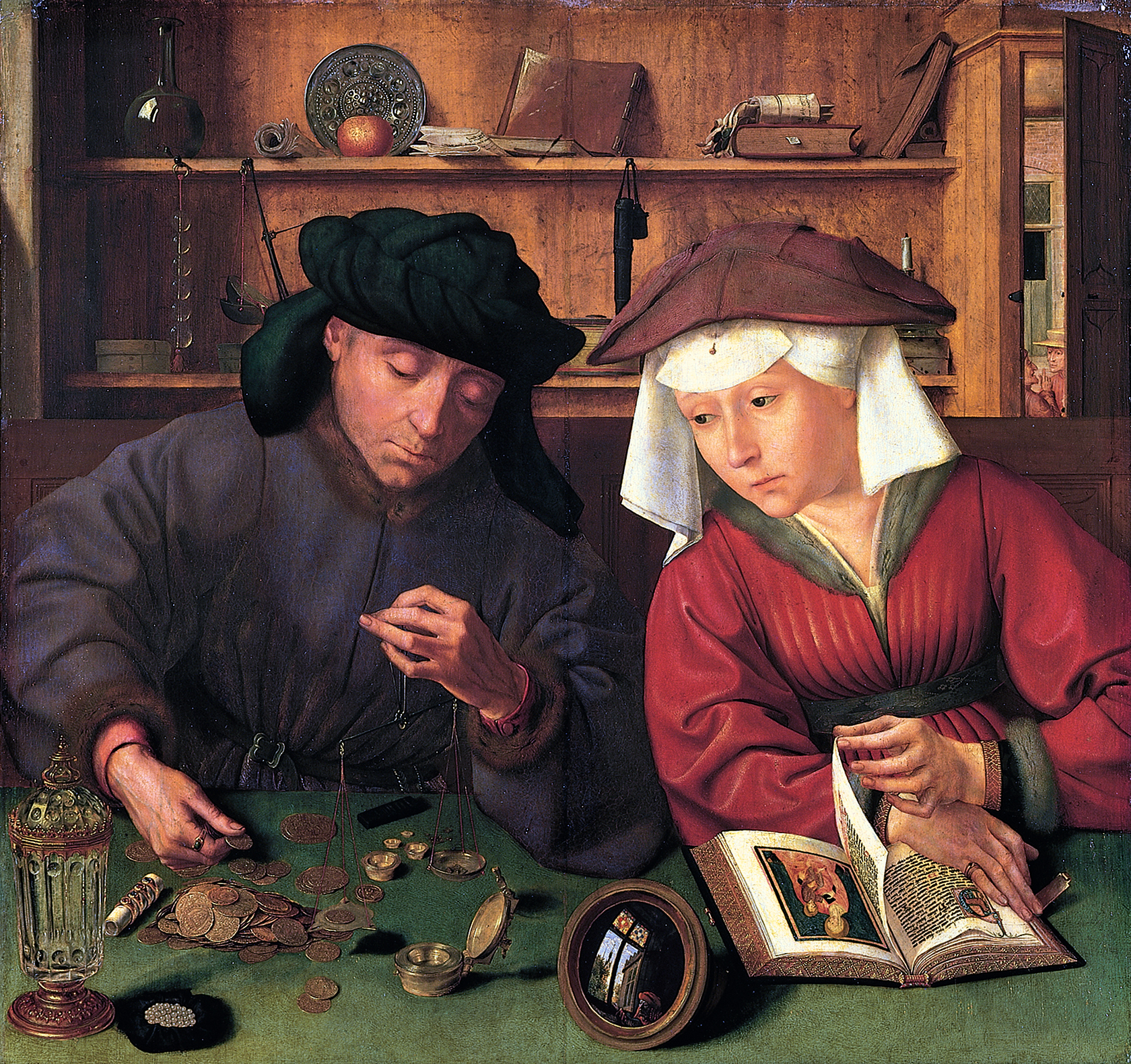
Меняла с женой. Квентин Массейс. Ок. 1514 г.

Меняла — человек, занимающийся разменом или обменом денег, получая за это определённый процент.
В Древнем мире и в Средние века — люди, которые занимались обменом монет одного государства на монеты другого государства.

## История
Вместе с появлением в античном мире большого разнообразия монет возникла необходимость в обмене одних монет на другие. Для этого были созданы меняльные лавки, владельцы которых назывались трапезитами. Из обычных менял они со временем превратились в людей, которые принимали вклады, совершали расчеты за товары, которые были приобретены вкладчиком.
Менялами обычно становились ювелиры. Они проверяли подлинность монет и постоянно держали запасы монет различных государств.
В Иудее евреи, приходившие в Иерусалимский храм, могли уплачивать храмовый сбор только специальной монетой — половиной шекеля, так как она единственная не имела изображения римского императора. Менялы в храме с выгодой для себя обменивали другие монеты на эти.
Во время крестовых походов менялы шли за крестоносцами, а в пунктах, которые обладали важным значением, создавали свои конторы. Евреи, которые в средневековой Европе могли только в пределах гетто владеть землей и заниматься ремеслами, занимались ростовщичеством и содержали меняльные конторы.
В Генуе с XII века менял начали называть банкирами (bancherii, — от итальянского banco, лавка, скамья: менялы производили свои операции за особыми столами, поставленными на городской площади). Эти столы назывались рапса. Менялы проводили размен монет и экспертизу монет, они выдавали ссуды и принимали деньги на хранение, могли выполнять разные денежные операции вместо своих клиентов.
Менялы, соединяясь в товарищества, часто покупали у сюзеренов и городов право чеканить монету.
Купцы начали отдавать свои деньги на хранение менялам. При этом, сосредоточивая у себя вклады различных купцов, менялы могли осуществлять безналичные расчёты между ними, без той длительной процедуры, которая потребовалась бы для взвешивания и определения качества монеты.
В Италии менялы занимали высокую ступень в городском сословии. В стране велась обширная торговля, путешественники, туристы и купцы нуждались в обмене иностранных монет на национальные и наоборот. Эту функцию выполняли менялы, которые назывались campsores. Менялы должны были хорошо разбираться в монетах, должны были обладать квалификацией, чтобы определить подлинность монет, и обладать средствами, которыми могли распоряжаться. Обмен совершался очень просто, из рук в руки. Разница в курсе во время этой операции была заработком менялы. Со временем размен монет стал операцией по их переводу из какого-то одного места в другое. Купцы опасались возить с собой монеты на дальние расстояния из-за их веса и опасностей, которые могли подстерегать их в пути. Менялы были обычно либо родственниками, либо хорошими знакомыми, потому что для осуществления операций между ними должно было быть доверие. В этой ситуации появилось письменное оформление сделки — документ, который можно было считать прототипом векселя. Меняла выдавал плательщику нотариально заверенную расписку в получении денег, дополнительное письмо к плательщику, уведомительное письмо о предстоящем платеже. Со временем письмо плательщику стало принимать форму переводного векселя. Меняла таким образом обязывался выплачивать деньги позднее, в другом месте. В этот период появляется вексель.
По сведениям Министерства финансов, в 1823 году в Российской империи насчитывалось около 2287 менял.
Меняльные лавки второй половины XIX века — начала XX века представляли собой заведения частного банкирского промысла, основной операцией, которую они выполняли, был обмен денег. В 1889 году годовой оборот меняльных лавок достиг 135 миллионов рублей. Весной 1889 года Особенная канцелярия по кредитной части закончила свою работу над проектом Положения о банкирских заведениях. 14 мая 1889 года министр финансов И. А. Вышнеградский направил проект для его рассмотрения Государственным советом. Он сделал заявление о том, что меняльные лавки, банкирские дома и банкирские конторы почти ничем не отличаются между собой. Помимо операций, которые разрешено совершать учреждениям краткосрочного кредита, они совершают незаконные сделки, например, продажу в рассрочку внутренних билетов с выигрышем займов и правом, позволяющим получить этот выигрыш. Министр финансов считал, что меняльные лавки нужно исключить из числа банкирских заведений, при этом должно быть запрещено осуществлять операции краткосрочного кредита, однако меняльные лавки должны обладать правом размена денежных знаков и оплаты купонов ценных бумаг, вышедших в тираж.
Согласно закону, опубликованному 3 июля 1894 года, те, кто хотел открыть меняльную лавку, должны были заявить о своем желании губернскому начальству и проинформировать о характере операций, которые собирались осуществлять. Если владелец меняльной лавки не делал этого, он мог быть оштрафован. Министерство финансов было вправе запретить нарушителю совершать одну или несколько операций.
На меняльные лавки распространился закон, который был принят 8 июня 1893 года. Этим законом было запрещено проводить операции с валютой на срок. Закон должен был поспособствовать стабилизации рубля, при этом ограничить спекулятивные сделки с валютой, которые проводились на бирже. До 1895 года действие этого закона не распространялось на меняльные лавки, потому что их владельцы не могли посещать биржу.
В начале XX века было создано Особое междуведомственное совещание для рассмотрения законопроекта о меняльных лавках и банкирских заведениях. В январе 1910 года в Министерство финансов поступили данные о 287 меняльных лавках. 50 из них находились в столицах и крупных городах. В городах губерний различных районов было 38 меняльных лавок.
Сохранилась информация о месторасположении меняльных лавок в Петербурге на март 1914 года: меняльная лавка Коносова находилась по адресу Невский проспект, 19, меняльная лавка С. Федотова на Невском проспекте, 66), меняльная лавка П. Н. Никифорова — Б. Гостиный двор, 29. По улице Садовой располагалось сразу несколько меняльных лавок: в доме № 29 — меняльная лавка Артемовой, в доме № 32 — меняльная Лавка Левина, № 33 — меняльная лавка Рудневой, доме № 36 — меняльная лавка Балина, № 44 — меняльная лавка Журавлёвой, , № 59 — меняльная лавка Михаила Никоноровича Балина, № 57 — меняльная лавка М. А. Левина. На Невском проспекте, 49 располагалась меняльная лавка Викторова, а на Невском проспекте, 83 — меняльная лавка Никифорова. На Разъезжей, 30, работала меняльная лавка Андреева. Меняльная лавка петербургского 2-й гильдии купца Ивана Евгеньевича Гарунова была на Невском проспекте, 122, а меняльная лавка личного почётного гражданина Алексея Ивановича Дубинина — на Невском проспекте, 132.